# Ланж, Доротея
Дороте́я Ланж (англ. Dorothea Lange, при рождении — Доротея Маргарета Нуцхорн, англ. Dorothea Margaretta Nutzhorn, 26 мая 1895, Хобокен, Нью-Джерси — 11 октября 1965, Сан-Франциско) — американский фотограф и фотожурналист, один из важнейших представителей документальной фотографии.

## Биография

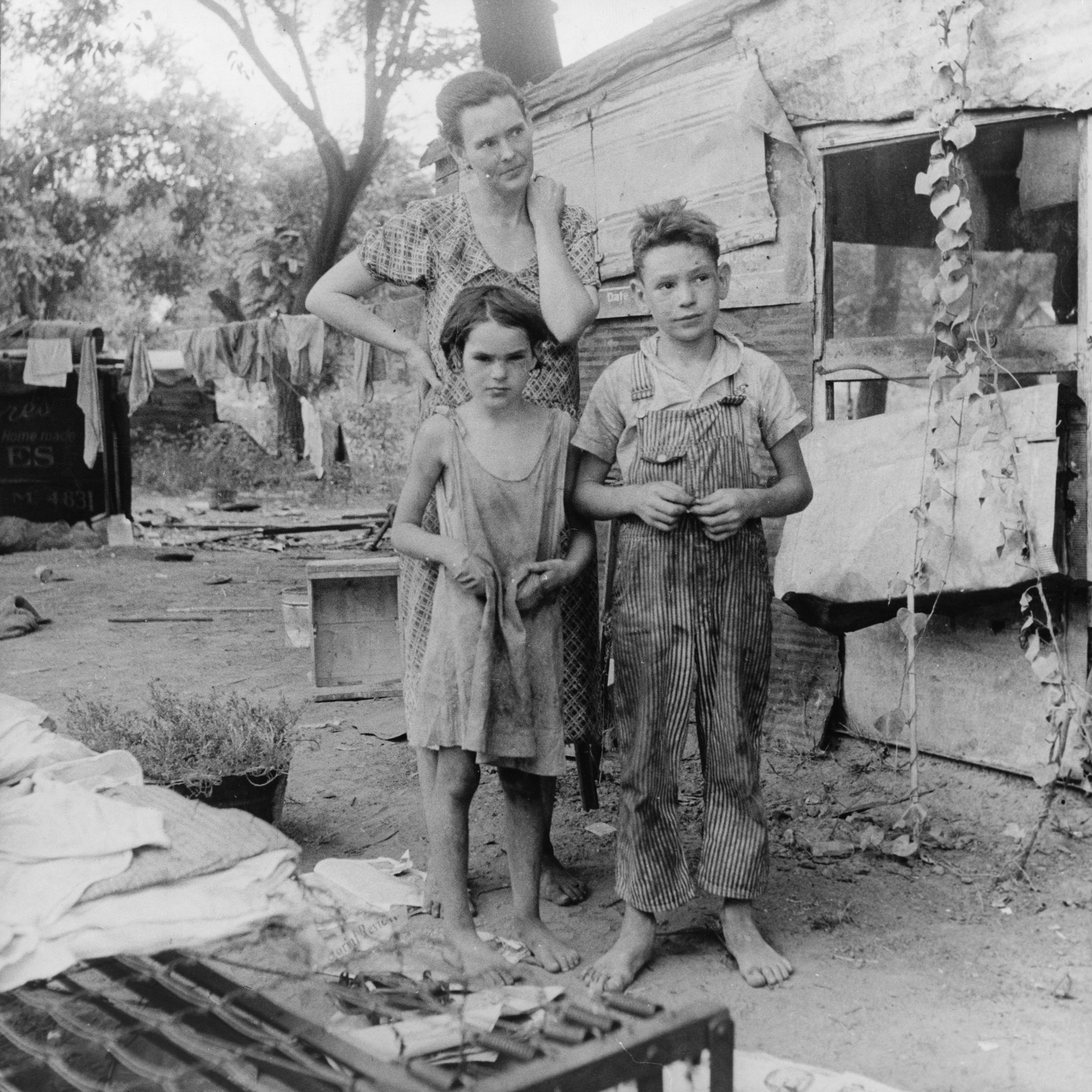
Доротея Ланж. Мать и дети в период Великой депрессии

В возрасте семи лет переболела полиомиелитом, что сказалось на её последующем здоровье. Карьеру фотографа начала в Нью-Йорке, училась у Кларенса Уайта. В 1915 году выходит замуж за художника Мейнарда Диксона. Затем переехала в Сан-Франциско (1918), открыла там фотостудию. Наиболее известна фотографиями 1935—1942 годов, запечатлевшими сельскую Америку периода Великой депрессии, среди которых особенно знаменит снимок «Мать-переселенка». В 1935 году она разводится с Диксеном и выходит замуж за профессора экономики Пола Тейлора. Также снимала в Пёрл-Харборе после нападения Японии в 1941 году. В 1952 году стала одним из основателей фотожурнала «Aperture». В 1953-54-х годах начинает работу над серией фотографий «Три мормонских города», специально для журнала «Life». С 1958 года, вместе со своим вторым мужем Полем Тейлором, отправляется в мировое путешествие. Много болела. Умерла от рака пищевода.